# Ε-變形菌
ε-變形菌（学名：Epsilonproteobacteria）是一个革兰氏阴性细菌纲。此纲是五种變形菌中最小的纲，只有少数属被鉴定出来，包括沃林氏菌、幽门螺杆菌和弯曲菌。2021年ICSP修订细菌分类学之前，此纲被归类为假單胞菌門，修订之后被归类为弯曲菌门，然而LPSN却不承认该门存在。

## 词源
ε-变形菌纲曾是变形菌门（Proteobacteria，现称Pseudomonadota）中的一个纲。“Proteobacteria”得名于希腊海神普罗透斯（Proteus），他能够变化外形使人无法捉到他，故比喻这类细菌形态的多样性。希腊字母“ε（epsilon）”是希腊字母表中的第五个字母，变形菌门初次被描述时，学者根据16S rRNA基因序列分析，将其划分为五个纲，其中ε-变形菌纲是第五个被划分的纲，因此得名。

## 历史
2005年，Garrity等人基于16S rRNA基因序列分析，将变形菌门划分为五个纲，其中ε-变形菌纲为第五个纲，由弯曲菌目形成。隔年，ε-变形菌纲正式被描述。
2017年，Waite等人通过对16S和23S rRNA基因以及120个单拷贝标记蛋白的分析，研究了ε-变形菌纲在细菌域中的系统发育位置。他们的研究结果表明，ε-变形菌纲不再需要归入变形菌门内，并提议建立一个新的门，即ε-变形菌门（Epsilonbacteraeota）。同时，为彻底斩断ε-变形菌纲与变形菌门的联系，他们还建议将ε-变形菌纲更名为弯曲菌纲（Campylobacteria）。隔年，由于ICNP的规则调整，他们决定将原先建议的名称更改为弯曲菌门（Campylobacterota）。2021年，弯曲菌门正式得到有效发布，ε-变形菌纲也正式归入该门。然而，LPSN却不承认该门存在，仍将其成员视为假单胞菌门的一部分。
2020年，Cavalier-Smith在其研究中指出，根据ICNP第9条规则，ε-变形菌纲已成为无效名称。于是，Cavalier-Smith提议将ε-变形菌纲更名为鹦鹉螺菌纲（Nautiliia）。然而，这一提议未被广泛接受。

## 描述
ε-變形菌是五种变形菌纲中最小的一种。此纲物种的细胞均为革兰氏阴性，且具有包围细胞壁的内膜和外膜。其形态多为弯曲或螺旋状，除了卵硫菌，该属呈球状。许多ε-變形菌具有鞭毛运动能力，且已经进化出高速游动的能力，并且能够在固定肠道的粘性介质中游动。此外，ε-變形菌是一类微需氧细菌。
在深海热液环境发现的ε-變形菌特征性地表现出化能自养性，通过氧化还原硫、甲酸盐或氢气，同时还原硝酸盐或氧气来满足其能量需求。ε-變形菌使用逆三羧酸循环将二氧化碳固定为生物质，这种途径最初被认为对环境影响不大。该途径对氧气的敏感性与它们在这些环境中的微需氧或厌氧生态位相一致，亦与它们在中元古代海洋中的可能进化相一致。据信，当时的海洋是含硫的，蓝藻光合作用中可利用的氧气含量很低。
ε-变形菌被公认为现代海洋和陆地生态系统中普遍存在的菌类，在整个地球历史的生物地球化学和地质过程中发挥了重要作用。大多数已知物种作为共生菌（牛中的沃林氏菌属）或病原菌（胃中的幽门螺杆菌属，十二指肠中的弯曲菌属）栖息在动物的消化道中。在热液喷口和冷泉栖息地中也发现了大量ε-變形菌的环境序列。对人类有致病性的属有弯曲菌属和幽门螺杆菌属等。